# グレフ
有限会社グレフ（英: G.rev Ltd.）は、主に業務用・家庭用ゲーム機用のゲームを開発・販売している日本のゲーム会社。

## 概要
タイトーで『メガブラスト』などを制作したメンバーの一部が、タイトーのアーケードゲーム開発の撤退をきっかけに独立、2000年7月に設立した会社で、シューティングゲームの開発をメインに行っている。企業名は、「G.revolution」の頭5文字から取られている。
ウェブサイトで「G.rev通信」を掲載している他、自社商品を販売する「グレフオンラインショップ」も運営している。
2012年には、サウンドトラックCD等のグッズ販売を行う自社レーベル「G.rev Game's Gear」（グレフ・ゲームス・ギア）を立ち上げた。2015年2月にガルチと業務提携したと同時に本社を東京都町田市から東京都千代田区外神田へ移転。2016年2月に本社を千代田区神田須田町へ移転した。

## 主要取引先
- セガホールディングス
- タイトー
- バンダイナムコエンターテインメント

## 開発・発売タイトル
- 旋光の輪舞シリーズ
  - 旋光の輪舞 - アーケード、2005年4月26日（発売：セガ、ピーアイシー）
    - 旋光の輪舞 Rev.X - Xbox 360、2006年7月27日
    - 旋光の輪舞SP - アーケード、2006年8月10日（発売：セガ、ピーアイシー）

  - 旋光の輪舞DUO - アーケード、2009年7月
    - 移植版 - Xbox 360、2010年5月20日
    - NESiCAxLive版 - アーケード、2011年1月24日[Ver2.00][5] / 2011年4月27日[Ver2.3]

  - 旋光の輪舞2 - PS4 / PC、2017年9月7日（共同企画・制作：キャラアニ / 発売：角川ゲームス[PS4]、デジカ[PC]）
- どきどきアイドルスターシーカー - アーケード、2001年夏（発売：テクモ）
  - どきどきアイドルスターシーカーRemix  - DC、2002年1月31日
  - スターシーカー（Vアプリ版） - Vアプリ、2002年（共同配信：タイトー）
- THE 回転 まわすんだ〜!! - PS、2001年7月5日（発売：タイトー、ディースリー・パブリッシャー）
- ボーダーダウン - アーケード、2003年4月（発売：セガ）
  - 移植版 - DC、2003年9月25日
- フェアリーランドストーリー（iアプリ版） - iアプリ、2003年6月16日（配信：タイトー）
- 電車でGO!3Dシリーズ - iアプリ・Vアプリ、2003年〜2005年（配信：タイトー）
- アンダーディフィート - アーケード、2005年10月27日（発売：セガ、ピーアイシー）
  - 移植版 - DC、2006年3月23日
  - アンダーディフィートHD - PS3 / Xbox 360、2012年2月23日
  - アンダーディフィートHD+ - アーケード、2013年4月25日
- まもるクンは呪われてしまった! - アーケード、2008年7月30日（共同開発：ガルチ）
  - 移植版 - Xbox 360、2009年6月25日（共同開発：ガルチ）
- 星霜鋼機ストラニア - Xbox Live Arcade、2011年3月30日
  - NESiCAxLive版 - アーケード、2011年4月27日
  - Steam版 - PC、2015年11月25日（発売：デジカ）
- 哭牙 KOKUGA - ニンテンドー3DS、2012年9月27日
- ゲームセンターCX 3丁目の有野 - ニンテンドー3DS、2014年3月20日（開発協力：M2、クアドラソフトウェア / 発売：バンダイナムコゲームス）
- ダライアスバースト クロニクルセイバーズ（DLC第三弾以降）[6] - PS4 / PS Vita / PC、2016年12月15日〜（企画・制作：ピラミッド、キャラアニ / 発売：角川ゲームス[PS4 / PS Vita]、デジカ[PC] ）

### 制作協力
- 斑鳩 - アーケード、2001年12月20日（開発/発売：トレジャー）
- グラディウスV - PS2、2004年7月22日（開発：トレジャー、KCE東京 / 発売：コナミ）
- まもるクンは呪われてしまった!〜冥界活劇ワイド版〜 - PS3、2011年3月31日（開発：ガルチ / 発売：サイバーフロント）
- 冤罪執行遊戯ユルキル - Switch / PS5 / PS4 / PC、2022年5月26日（発売：イザナギゲームズ）

### 販売・監修
- 機装猟兵ガンハウンドEX - PSP、2013年1月31日（開発：ドラキュー、クアドラソフトウェア）

### ライセンス提供
- 幻想の輪舞 - PS4、2015年6月11日（開発：CUBETYPE / 発売：メディアスケープ株式会社）